# Аллендорф (Гіссен)
Аллендорф (нім. Allendorf) — місто в Німеччині, знаходиться в землі Гессен. Підпорядковується адміністративному округу Гіссен. Входить до складу району Гіссен.
Площа — 22,01 км2. Населення становить 4034 ос. (станом на 31 грудня 2020).